# HMS Sjöormen (1941)
Pour les autres navires du même nom, voir HMS Sjöormen.
Le HMS Sjöormen est un sous-marin de classe Sjölejonet de la marine royale suédoise. Il fut construit par Kockums et lancé le 5 avril 1941.
Les sous-marins de la classe Sjölejonet ont commencé à être reconstruits en 1949. Ils ont été équipés de schnorchels et d’un nouveau kiosque, et la défense antiaérienne rapprochée a été supprimée.

## Construction
Le navire a été commandé à Kockums Mekaniska Verkstads AB à Malmö et sa quille a été posée en 1940. Le navire a été lancé le 5 avril 1941 et a rejoint la flotte le 3 décembre 1941

## Utilisation du service
Le navire a été retiré du service le 1er janvier 1964 et vendu en 1964 à Kalmar pour démolition. Il a été ferraillé à Kalmar.